# Futebol na Mauritânia
O futebol é o principal esporte praticado na Mauritânia, país situado na África Ocidental.

## Futebol internacional
O primeiro jogo oficial da Seleção Mauritana foi em dezembro de 1961, contra Madagáscar, que venceu por 5 a 1. A Federação de Futebol da República Islâmica da Mauritânia, também fundada em 1961, virou membro da FIFA em 1970 e da CAF em 1974 (como membro provisório, sendo efetivada em 1976). Ela também é membro da UAFA e da WAFU.
Sua primeira participação oficial em competições foi nas Eliminatórias para a Copa de 1978, caindo ainda na fase preliminar após um empate e uma derrota para o Alto Volta (atual Burkina Faso); Gagry Coulibaly foi o autor do primeiro gol dos Leões do Chinguetti. A Mauritânia só voltaria a jogar Eliminatórias de Copa do Mundo em 1998, sem resultados de destaque.
Em nível continental, tentou se classificar para a Copa das Nações Africanas 14 vezes, além de ter desistido nas edições de 1990, 1994, 2000 e 2012 e não ter feito inscrição em 1976, 1978, 1984, 1988, 1992 e 2013. Em 2018, após vencer Botsuana por 2 a 1, a Mauritânia conseguiu pela primeira vez uma vaga na fase de grupos da competição, caindo na primeira fase com 2 empates e uma derrota, ficando em 19º lugar na classificação geral. Dos 23 jogadores convocados pelo técnico francês Corentin Martins, 7 eram nascidos fora do país (6 franceses e um senegalês, o zagueiro Abdoul Ba).
A melhor posição obtida no Ranking Mundial da FIFA foi o 81º lugar, obtido em julho de 2017, atualmente ocupando a 100ª posição (atualização de julho de 2020).

## Clubes de futebol
O Campeonato Mauritano de Futebol (também conhecido por Super D1) é a principal competição futebolística do país, juntamente com a Copa e a Supercopa nacional. Os maiores vencedores do Campeonato Mauritano são FC Nouadhibou, AS Garde Nationale e ASC Police, com 7 títulos cada. Na Copa da Mauritânia, o clube que mais levou troféus foi o ACS Ksar, que foi campeão 5 vezes.
O FC Nouadhibou é o maior campeão da Supercopa, com 3 conquistas - em 2015, o presidente Mohamed Ould Abdel Aziz, alegando estar "entediado" com o curso da partida entre ACS Ksar e Tevragh-Zeïna, teria ordenado as equipes a pularem os minutos finais e irem diretamente à disputa de pênaltis, causando revolta entre os torcedores. A explicação oficial do presidente da Federação, Ahmed Ould Abderrahmane, que negou envolvimento de Aziz na decisão e afirmou que "questões organizacionais" motivaram a atitude, tomada em conjunto entre os presidentes e técnicos dos clubes.